# Tereza Jančová
Tereza Jančová (Zvolen, 31 maart 1999) is een Slowaaks alpineskiester. 

## Carrière
Op de wereldkampioenschappen alpineskiën 2017, was Jančová reserveskiester voor het Slowaakse team in de landenwedstrijd. Veronika Velez Zuzulová, Petra Vlhová, Andreas Žampa en Matej Falat behaalde de zilveren medaille in de landenwedstrijd. In de finale was het Franse viertal te sterk voor het Slovaakse team. Individueel eindigde Jančová 43e op de slalom en 49e op de reuzenslalom. Jančová nam nog nooit deel aan een wereldbekerwedstrijd.

## Resultaten

### Wereldkampioenschappen
| Jaar | Plaats       | Resultaten                                      |
| ---- | ------------ | ----------------------------------------------- |
| 2017 | Sankt Moritz | Landenwedstrijd · 43e Slalom · 49e Reuzenslalom |